# Opetci
Opetci (cyr. Опетци) – wieś w Bośni i Hercegowinie, w Republice Serbskiej, w gminie Srebrenica. W 2013 roku liczyła 110 mieszkańców.